# Leporinus striatus
Leporinus striatus és una espècie de peix de la família dels anostòmids i de l'ordre dels caraciformes.

## Morfologia
- Els mascles poden assolir 25 cm de llargària total.[3][4]

## Alimentació
Menja plantes.

## Hàbitat
Viu en zones de clima tropical entre 22 °C - 26 °C de temperatura.

## Distribució geogràfica
Es troba a Sud-amèrica: riu Uruguai al Brasil i conques dels rius Orissanga, Paranà i Paraguai.